# Lytta cardonii
Lytta cardonii es una especie de coleóptero de la familia Meloidae.

## Distribución geográfica
Habita en Bengala (India).